# Șarovecika, Hmelnîțkîi
Șarovecika (în ucraineană Шаровечка) este localitatea de reședință a comunei Șarovecika din raionul Hmelnîțkîi, regiunea Hmelnîțkîi, Ucraina.

## Demografie
Componența lingvistică a localității Șarovecika
     Ucraineană (88,13%)
     Polonă (8,99%)
     Rusă (2,8%)
     Alte limbi (0,08%)
Conform recensământului din 2001, majoritatea populației localității Șarovecika era vorbitoare de ucraineană (88,13%), existând în minoritate și vorbitori de polonă (8,99%) și rusă (2,8%).